# Nina Kraviz

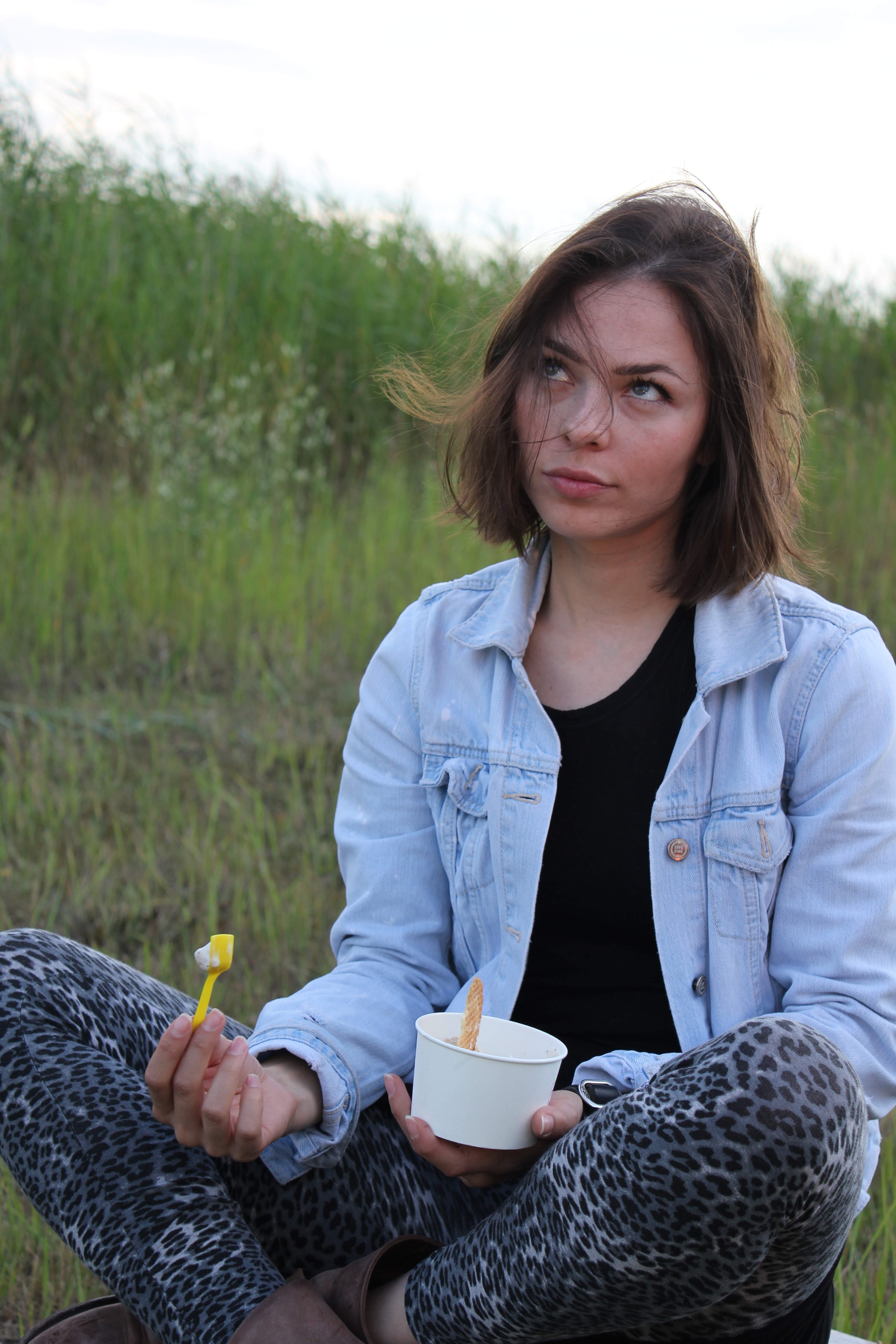
Nina Kraviz (2012)

Nina Kraviz (englische Transkription von russisch Нина Кравиц Nina Krawiz; * 16. Oktober 1987 in Irkutsk) ist eine russische Musikproduzentin und DJ im Bereich Acid Techno, Minimal Techno & Deep House.

## Leben
Nina Kraviz kam zwecks Studium der Zahnmedizin nach Moskau. Dort wurde sie von der örtlichen Musikszene entdeckt und hatte ab 2008 eine eigene Partyreihe im Club Propaganda. Es folgten erste Singleveröffentlichungen wie Voices oder Pain in the Ass. 2012 erschien ihr Debütalbum beim UK-Label Rekids.
Kraviz gründete 2014 ihr eigenes Plattenlabel трип (Trip). Im Jahr 2017 gründete sie das Sublabel GALAXIID unter dem Dach von трип.
Das Magazin Mixmag kürte Kraviz Ende 2017 zum DJ of The Year.
Bis 2019 veröffentlichten Kraviz' Labels Musik von Gruppen wie PTU, Vidy Ryb („Fischarten“), Solar X, dem Elektro-Musiker Nikita Zabelin, den Techno-DJs Philipp Gorbachev und Buttechno sowie von einigen internationalen Künstlern.
Im Jahr 2020 wirkte sie an der Komposition von Musik für das Videospiel Cyberpunk 2077 mit und sprach in der russischen sowie in der englischen Version ein Cameo ihrer selbst ein. Im selben Jahr trat sie auf mehreren Musikfestivals auf. So war sie im März 2020 Teil des Online-Festivals des Techno-Clubs Mutabor, zusammen mit Sofia Rodina, Philipp Gorbachev, Natascha Abel und der Band Speadball Trio. Ebenfalls 2020 zählte sie beim Festival Present Perfect in Sankt Petersburg zu den Headlinern, gemeinsam mit Kate NV, Glintshake/ГШ, Buttechno, Philipp Gorbachev, Moa Pillar und Ushko.
Im Zuge des russischen Überfalls auf die Ukraine 2022 wurde ihr mangelnde Distanzierung von der russischen Politik vorgeworfen, woraufhin ihr niederländischer Distributor Clone Distributions die Zusammenarbeit mit ihr beendete und zahlreiche Festivalauftritte abgesagt wurden.

## Diskografie

### Alben
- 2012: Nina Kraviz (Rekids)
- 2013: Mr Jones (KSR)
- 2015: DJ-Kicks 48 (!K7)

### Singles & EPs
- 2009: Pain in the Ass (Rekids)
- 2010: I’m Week (Rekids)
- 2011: Ghetto Kraviz (Rekids)
- 2013: Mr.Jones (Rekids)
- 2017: Pochuvstvui (Trip)
- 2021: Skyscrapers (Nina Kraviz Music)
- 2021: This Time (Nina Kraviz Music)